# Tulostoma leprosum
Tulostoma leprosum är en svampart som först beskrevs av Károly Kalchbrenner, och fick sitt nu gällande namn av Pier Andrea Saccardo 1888. Tulostoma leprosum ingår i släktet Tulostoma och familjen Agaricaceae.   Inga underarter finns listade i Catalogue of Life.